# Edward Quinan
Edward Pellew Quinan (Calcutta, 9 gennaio 1885 – Barrington, 13 novembre 1960) è stato un generale britannico attivo durante la seconda guerra mondiale in Medio Oriente.

## Carriera
Rimasto orfano di padre a 10 anni e sposatasi una seconda volta la madre, Edward Quinan (che era un anglo-irlandese) fu educato a Dublino dai suoi nonni e zii, fin quando non entrò nell'Accademia Militare Reale di Sandhurst nel 1903.

A 20 anni fu assegnato al 27º Reggimento del Punjab nell'Esercito britannico dell'India (Indian Army), servendo lungo la frontiera NO dell'India.

Scoppiata la prima guerra mondiale, Quinan combatté in Francia e in Mesopotamia (allora sotto l'Impero ottomano). Partecipò alla Battaglia di Neuve-Chapelle, di Battaglia di Loos e, in Mesopotamia, nel quadro dell'assedio di Kut al-Amara, venne ferito a Bayt Asia.
Tornò quindi in India e nel 1919 partecipò alla Guerra afghana. Tra il 1920 e il 1930, dopo aver comandato il suo Reggimento, fu destinato a insegnare nell'Imperial Defence College.
Nel 1936 fu promosso Brigadier Generale e Aiutante di campo di Re Edoardo VIII d'Inghilterra. L'anno seguente tornò nel sub-continente indiano per operare nel Waziristan e fu insignito in quell'occasione del Distinguished Service Order. Nel 1938 fu promosso Maggior Generale.
Nel 1941, promosso Tenente Generale, fu incaricato dal Generale Sir Archibald Wavell di operare in Iraq, assumendo il comando delle forze armate britanniche (British Army) e del British Indian Army durante la guerra anglo-irachena.
Condusse poi con grande efficienza operazioni militari nel corso della Campagna di Siria e dell'Invasione anglo-sovietica dell'Iran.